# Sörtjärnen (Hassela socken, Hälsingland)
Sörtjärnen är en sjö i Nordanstigs kommun i Hälsingland och ingår i Harmångersåns huvudavrinningsområde. Sjön är 5 meter djup, har en yta på 0,24 kvadratkilometer och befinner sig 130,1 meter över havet. Sjön avvattnas av vattendraget Harmångersån (Kölån).

## Delavrinningsområde
Sörtjärnen ingår i det delavrinningsområde (688728-154479) som SMHI kallar för Utloppet av Sörtjärnen. Medelhöjden är 193 meter över havet och ytan är 2,94 kvadratkilometer. Räknas de 39 avrinningsområdena uppströms in blir den ackumulerade arean 308,82 kvadratkilometer. Avrinningsområdets utflöde Harmångersån (Kölån) mynnar i havet. Avrinningsområdet består mestadels av skog (66 procent). Avrinningsområdet har 0,19 kvadratkilometer vattenytor vilket ger det en sjöprocent på 6,6 procent.